# Sanna Kiero
Sanna Maiju Kiero  (* 13. September 1930 in Ylämaa; † 31. Januar 2010 in Lappeenranta) war eine finnische Skilangläuferin.
Kiero, die für den Ylämaan Pyrkijät startete, lief bei den Lahti Ski Games 1953 auf den vierten Platz über 10 km, im Jahr 1954 auf den fünften Platz, 1955 auf den sechsten Platz und 1956 auf den siebten Platz. Bei den Nordischen Skiweltmeisterschaften 1954 in Falun belegte sie den 12. Platz über 10 km. Zwei Jahre später kam sie in Cortina d’Ampezzo bei ihrer einzigen Olympiateilnahme erneut auf den 12. Platz über 10 km. Im folgenden Jahr errang sie bei den Svenska Skidspelen in Skellefteå den zweiten Platz im Lauf über 10 km.